# みちびき地蔵
みちびき地蔵・導き地蔵（みちびきじぞう）
1. 宮城県気仙沼市大島にある地蔵菩薩像、及びそれを題材にした民話・昔話。本項で解説。
2. 1以外にも、同名もしくは「みちびき地蔵尊」「導き地蔵尊」といった名称の地蔵菩薩像が日本各地に見られる。

みちびき地蔵／導き地蔵（みちびきじぞう）とは、宮城県気仙沼市大島にある地蔵菩薩像及びそれを題材にした民話・昔話である。昔話はJNN系テレビアニメ番組『まんが日本昔ばなし』において、1977年（昭和52年）10月29日（第107回）にこの題名で放映された。

## 地蔵
みちびき地蔵は宮城県気仙沼市大島に実在し、1770年代に祀られたとの記録がある。この名称になった時期は不明である。場所は田中浜で丘の上にあり、地蔵は木製の3体で、地蔵堂は昭和時代に建て替えられた。地蔵は死者の霊を極楽浄土に導くと言い伝えられ、大島住民の信仰を集めていた。
この地蔵を題材にした民話・昔話も気仙沼市大島に存在する（後述）。
2011年3月11日に発生した東北地方太平洋沖地震（東日本大震災）による津波では、地蔵堂が全壊し、地蔵が流失した。気仙沼大島観光協会は有志が寄せた寄付金などで地蔵堂を再建することを決め、その資金に充てるために民話の絵本出版を企画した。地蔵菩薩の制作は東北生活文化大学で彫刻を学ぶ大島出身の男子学生に同観光協会が依頼し、2012年2月に完成した。地蔵堂の工事については、2012年2月の時点では、他の復興物件が多数存在し大工や職人が不足状態で着工予定の見通しが立っておらず、既に完成した地蔵は民家に仮安置して、再建後に移動する予定となっていた。しかし、その後地蔵堂は再建され、新たに作られた木製のみちびき地蔵3体と石仏6体が納められた。2013年7月になって、地蔵堂の近くに積まれた瓦礫の中から、流失した石仏のうちの3体が発見された。2014年5月現在地蔵堂には、3体のみちびき地蔵と、発見されたものを含めて9体の石仏が祀られており、地元住民や観光客がしばしば手を合わせているという。

## 昔話

### 解説
この物語のモデルとされている津波は明治三陸津波である。明治三陸地震とそれが起因した明治三陸大津波が旧暦の端午の節句（6月15日）に発生しており、大島村 (宮城県)で津波による死者数は昔話と同じ61人であった。物語で地震の描写が存在しないのは、チリなどで起こった遠地地震による津波であったという理由ではなく、このときの地震では震源地が気仙沼から遠く離れた岩手県沖であったためである。当時の気象庁の記録によると、この地域の揺れの大きさは弱（震度2〜3相当）とされている。ほとんどの住人が気づかない、もしくは津波が来ると考えつかないような地震であったと考えられる。物語中で地震の描写が存在しないのはこのためである。
また、気仙沼市大島では別内容で地震と地蔵が関係する昔話も存在する（詳細は「大島 (宮城県気仙沼市)#名所・観光」を参照）。

### 『まんが日本昔ばなし』において
1977年10月29日に毎日放送のアニメ『まんが日本昔ばなし』で、「みちびき地蔵」が放送された（演出:小林治、文芸:沖島勲、美術:青木稔、作画:シンエイ動画）。
2011年（平成23年）3月11日の東北地方太平洋沖地震（東日本大震災）の後、日本国内のインターネット上で当該回が話題になり、日本国外でも「The guiding jizo」と紹介されている。